# Raimi Ishraq
Raimi Ishraq (* 3. April 2003 in Singapur), mit vollständigen Namen Raimi Ishraq bin Danial Abdullah, ist ein singapurischer Fußballspieler.

## Karriere
Raimi Ishraq erlernte das Fußballspielen in der Schulmannschaft der Woodgrove Secondary School. Am 1. Januar 2023 wechselte er in die Juniorenmannschaft des Erstligisten Hougang United. Sein Erstligadebüt gab der Juniorenspieler am 6. Mai 2023 (10. Spieltag) im Heimspiel gegen Albirex Niigata (Singapur). Bei der 0:5-Heimniederlage wurde er in der 88. Minute für Sahil Suhaimi eingewechselt.